# 아브라함 프렝켈
아돌프 아브라함 할레비 프렝켈(독일어: Adolf Abraham Halevi Fraenkel, 히브리어: אַדוֹלְף אַבְרָהָם הַלֵּוִי פְרֶנְקֶל, 1891년 2월 17일 ~ 1965년 10월 15일)는 독일 태생의 이스라엘 수학자이다. 집합론에 공헌하였고, 에른스트 체르멜로와 함께 체르멜로-프렝켈 집합론을 창시하였다.

## 참고 문헌
1. ↑  “Israel Prize Official Site - Recipients in 1956 (in Hebrew)”.